# Jérémy Lecroq
Jérémy Lecroq (Parigi, 7 aprile 1995) è un ciclista su strada francese, professionista dal 2018 al 2022, che corre per il team St Michel-Mavic-Auber93.

## Palmarès
- 2018 (Vital Concept-B&B Hotels, una vittoria)

Grand Prix de la Ville de Lillers

## Piazzamenti

### Grandi Giri
- Tour de France

2022: 125º

### Classiche monumento
- Giro delle Fiandre

2018: ritirato
2019: ritirato
2020: 71º
2021: ritirato
- Parigi-Roubaix

2018: fuori tempo massimo
2019: 72º
2021: ritirato
2022: fuori tempo massimo

### Competizioni mondiali
- Campionati del mondo

Doha 2016 - In linea Under-23: 111º
Bergen 2017 - In linea Under-23: 71º

### Competizioni continentali
- Campionati europei

Monaco di Baviera 2022 - In linea Elite: 98º